# Radosław Sikorski

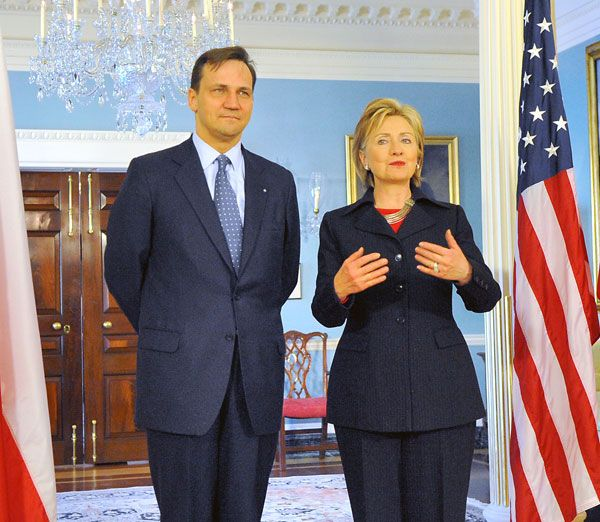
Radosław Sikorski gặp Hillary Clinton.

Radosław Tomasz "Radek" Sikorski ([raˈdɔswaf ɕiˈkɔrskʲi][raˈdɔswaf ɕiˈkɔrskʲi] ⓘ; sinh ngày 23 tháng 2 1963) là một chính trị gia và nhà báo người Ba Lan. Ông là Marshal của Sejm 2014-2015 và Bộ trưởng Bộ Ngoại giao trong nội các của Donald Tusk từ năm 2007 đến 2014. Trước đó, ông từng là Thứ trưởng Bộ Quốc phòng (1992) trong nội các của Jan Olszewski, Thứ trưởng Bộ Ngoại giao (1998-2001) trong nội các của Jerzy Buzek và là Bộ trưởng Bộ Quốc phòng (2005-2007) trong nội các của Kazimierz Marcinkiewicz và Jarosław Kaczyński.